# Пневе (Польща)
Пневе (пол. Pniewie, нім. Koppendorf) — село в Польщі, у гміні Скорошиці Ниського повіту Опольського воєводства.
Населення — 100 осіб (2011).

## Демографія
Демографічна структура станом на 31 березня 2011 року:
|          | Загалом | Допрацездатний вік | Працездатний вік | Постпрацездатний вік |
| -------- | ------- | ------------------ | ---------------- | -------------------- |
| Чоловіки | 49      | 11                 | 30               | 8                    |
| Жінки    | 51      | 4                  | 33               | 14                   |
| Разом    | 100     | 15                 | 63               | 22                   |